# Schneppert
Schneppert ist eine Ortslage in der bergischen Großstadt Solingen.

## Geographie
Schneppert liegt im Solinger Stadtteil Wald entlang der nach dem Ort benannten Schnepperter Straße. Die Schnepperter Straße zweigt im Norden des Walder Ortskerns von der Stübbener Straße ab. Östlich befinden sich Delle und Strauch mit dem alten Walder Bahnhof sowie der Trasse der Korkenzieherbahn. Im Süden befindet sich im Kreuzungsbereich der Schnepperter und der Wittkuller Straße der Wohnplatz Stübben. Südlich davon liegen Sorgenhaus, Henshaus und angrenzend das Fabrikareal der VS Guss AG. In östlicher Richtung verläuft die Wittkuller Straße über den Felder Hof. Nördlich liegen Westersburg und Lindersberg.

## Etymologie
Der Ortsname kommt mehrfach vor, in anderen Gegenden wie etwa Langenfeld, tritt er auch als Schnepprath in Erscheinung. In der Ortsbezeichnung steckt der Vogelname Schnepfe.

## Geschichte
Der Ort entstand vermutlich im ersten Drittel des 19. Jahrhunderts und ist auf der Charte von der Bürgermeisterei Wald aus dem Jahr 1830 namentlich verzeichnet. In der Anfangszeit gehörte der Ort zur Bürgermeisterei Wald, die 1856 zur Stadt erhoben wurde. Die Gemeinde- und Gutbezirksstatistik der Rheinprovinz führt den Ort 1871 mit vier Wohnhäusern und 27 Einwohnern auf. Im Gemeindelexikon für die Provinz Rheinland von 1888 werden für Schneppert zehn Wohnhäuser mit 65 Einwohnern angegeben. Ab dem frühen 20. Jahrhundert verlor der Ort seine eigenständige Lage und ging in den nach Norden expandierenden Wohn- und Gewerbegebieten des Walders Kernorts lückenlos auf. 
Mit der Städtevereinigung zu Groß-Solingen im August 1929 wurde Schneppert ein Ortsteil Solingens. Der Ortsname ist heute nicht mehr gebräuchlich, in Stadtplänen erscheint nur noch die nach ihm benannte Schnepperter Straße.